# 海涛
海涛（1919年—1967年），曾用名吕海涛，女，河南西平人，中华人民共和国政治人物，曾任陕西省妇女联合会主任，西安市人民委员会副市长，第三届全国人大代表。